# C/1976 D1 Bradfield
La cometa C/1976 D1 Bradfield è la quinta cometa scoperta dall'astrofilo australiano William Ashley Bradfield.
Il suo periodo, di circa 1600 anni, fa sì che sia definita come cometa non periodica. La cometa dà origine a uno sciame meteorico, le Beta Tucanidi  .